# Kabinett Müller I (Saarland)
Als Kabinett Müller I bezeichnet man die saarländische Landesregierung unter Ministerpräsident Peter Müller (CDU) vom 29. September 1999 bis zum 6. Oktober 2004.
Nach den Landtagswahlen vom 5. September 1999 wurde Peter Müller vom zwölften saarländischen Landtag zum Ministerpräsidenten gewählt. Er löste damit die Vorgängerregierung von Reinhard Klimmt ab. Dem Kabinett Müller I gehörten an:
| Amt                                                                                     | Name                                              | Partei | Partei    |
| --------------------------------------------------------------------------------------- | ------------------------------------------------- | ------ | --------- |
| Ministerpräsident                                                                       | Peter Müller                                      |        | CDU       |
| Minister für Finanzen und Bundesangelegenheiten                                         | Peter Jacoby                                      |        | CDU       |
| Minister für Inneres und Sport (ab 13. Dezember 2000: Ministerin für Inneres und Sport) | Klaus Meiser                                      |        | CDU       |
| Minister für Inneres und Sport (ab 13. Dezember 2000: Ministerin für Inneres und Sport) | Annegret Kramp-Karrenbauer seit 13. Dezember 2000 |        | CDU       |
| Minister der Wirtschaft                                                                 | Hanspeter Georgi                                  |        | CDU       |
| Ministerin der Justiz                                                                   | Ingeborg Spoerhase-Eisel                          |        | CDU       |
| Minister für Bildung, Kultur und Wissenschaft                                           | Jürgen Schreier                                   |        | CDU       |
| Ministerin für Frauen, Arbeit, Gesundheit und Soziales                                  | Regina Görner                                     |        | CDU       |
| Minister für Umwelt                                                                     | Stefan Mörsdorf                                   |        | parteilos |